# Архангеловка (Приморский край)
Арха́нгеловка — село в Кировском районе Приморского края, входит в Кировское городское поселение.. Архангеловка расположена на правом берегу реки Уссури, расстояние до районного центра пос. Кировский около 7 км.
От Архангеловки вверх по правому берегу Уссури идёт дорога к селу Подгорное.

## Население
| 1915 | 1926 | 2002 | 2005 | 2010 |
| ---- | ---- | ---- | ---- | ---- |
| 398  | ↘387 | ↘83  | ↘75  | ↘57  |

## Описание
Основано в 1900 году в Успенской волости. Место выбрано ходоками.
На сегодняшний день в селе живут люди преклонного возраста. В селе нет ни школы (дети учатся в соседнем селе Преображенка), ни почты, ни медпункта, ни радио. Действует только клуб и передвижка от центральной библиотеки. Колхоз «Приморец», организованный в 1930 году, после многочисленных реорганизаций является отделением СХПК «Преображенский». Работы практически в селе нет, люди покидают село.